# 若狭屋甚五郎
若狭屋 甚五郎（わかさや じんごろう、生没年不詳）とは、江戸時代末期から明治時代にかけての江戸の地本問屋である。

## 来歴
若甚と号す。慶応2年（1866年）2月に福岡屋忠兵衛から株を譲り受けた。明治元年に四谷伝馬町2丁目善兵衛地借、また南伝馬町3丁目で地本問屋を営業している。主に月岡芳年、3代目歌川広重、豊原国周の錦絵を出版している。

## 作品
- 豊原国周 「月雪花一眼千金」 大判揃物 慶応3年（1867年） 役者絵「はこねの雪」、「よし原のさくら」など
- 月岡芳年 「武田勇士血戦之図」 大判3枚続 明治元年（1868年）
- 3代目歌川広重 「東京築地ホテル館」 大判3枚続 明治3年（1870年）
- 3代目歌川広重 「東京繁盛馬車往返」 大判3枚続 明治4年（1871年） 東京都立中央図書館所蔵